# 松本理恵
松本 理恵（まつもと りえ、1980年7月14日 - 2008年1月6日）は、日本の作詞家、シンガーソングライター。東京都板橋区出身。

## 来歴・人物
1995年から2005年まで作詞家として活動。提供アーティストは安室奈美恵やMAX、V6や上原多香子、ひふみかおりなど数多い。
2006年からはシンガーソングライターとしてもソロ活動を行う。
心身の病気から帰省をしていたが、2008年、実家帰省中に死去したことが家族によってブログで発表された。

## 作詞提供作品
五十音順。
- 安室奈美恵
  - Let's not fight [作詞：Romana Lyons, Jay Lyons, Rie Matsumoto／作曲：Romana Lyons/Jay Lyons] (21st Single "Say the word" C/W 2001/08/08)
- AN-J
  - あの頃のように [作曲：葉山拓亮]
- 石井ゆき
  - Bye-by Cry [作曲・編曲：富樫明生] (Single "Bye-by Cry" 1998/02/18)
- 上原多香子
  - I wanna see shining love [作曲：TIGHT] (Album "pupa" M-2 2003/03/26)
  - loneliness 作曲：STAY KOOL／編曲：福士健太郎 (Album "pupa" M-10 2003/03/26)
- カクスコ
  - JUNK [作曲：岡本 朗]
- 島谷ひとみ
  - Neva Eva [作曲・編曲:迫 茂樹]
- D&D
  - Together Forever [作曲：AME PROJECT] (Album "LOVE IS A MELODY" M-6 1998/03/18)
  - YOU'RE NO.1 [作曲：迫 茂樹] (Single "BRAND NEW LOVE" C/W 1998/03/04)
  - Dancin' my heart [作曲・編曲：GROOVE SURFERS] (AYA & CHIKA FROM D&D Single "Kiss in the Sun" C/W 1998/09/30)
- ひふみかおり
  - WAKE UP
  - 究極のMENU
  - MY LIFE
- V6
  - キミヘノコトバ [作曲：山口寛雄]
  - CHANGE THE WORLD [作曲：渡辺未来／編曲：上野圭市]
- MAX
  - MAGIC [作曲：笹本安詞]
- MAC DONALD DUCK ECLAIR
  - EVER GREEN [作曲：YUKI]
- Romi
  - DREAMER [作曲：佐木伸誘／編曲：鈴木豪]
  - FLASH BACK [作曲：林 哲司]
  - GOOD MORNING EARLY SATURDAY [作曲：林 哲司]
  - IT'S ALL RIGHT [作詞：ROMI・松本理恵／作曲：佐木伸誘]
  - MIGHTY LIFE [作詞：ROMI・松本理恵／作曲：林 哲司]
  - ブライアローズ [作曲：田辺恵二]

## 作曲提供作品
- Romi
  - SWEET [作詞：ROMI／作曲：松本理恵]

## ディスコグラフィー
- Thunder Bird (Single) [2006/07/28]
- Thunder Bird II (Mini Album) [2007/04/15]